# Мухаммад Черкес-бей
Мухаммад Черкес-бей (*д/н — 1730/1731) — 3-й голова мамлюцького бейлікату в Єгипетському еялеті Османської імперії в 1724—1726 роках, перший шейх аль-балад (голова держави).

## Життєпис
Народився в Черкесії. Замолоду опинився рабом в Єгипті, де став мамлюком в клані)бейті) аль-Касимійя. Згодом був табі голови бейлікату Ібрагім-бея. 1716 року з військом брав участь у війні проти Австрії. В цей час, у 1717 році, помирає Ібрагім-бей. Його син Мухаммад-бей кинув виклика Ісмаїл-бею, що очолив клан аль-Касимійя. Втім Мухаммад-бей зазнав невдачі.
Повернувшись до Єгипту, Мухаммад Черкес-бей приєднав до противників Ісмаїл-бея, очоливши підклан аль-Шанабія. Оскільки не годен протистояти самостійно, уклав таємний союз із Зу'ль-Факар-беєм, головою клану аль-Факарія. У 1719 році спробував вбити Ісмаїл-бея, проте замах не вдався. В результаті Черкес-бей опинився в облозі у власному домі, де зрештою здався. Проте Ісмаїл-бей не став того страчувати, надавши йому 1 тис. динарів і соболині хутра, але відправив у заслання до Каїра. Усе майно Мухаммад Черкес-бея було конфісковано в султанську скарбницю.
1720 року завдяки новому бейлербею Реджеп-паши повернувся до Єгипту. 1721 року з огляду на потужне повстання проти останнього на чолі із Ісмаїл-беєм приєднався до нього. Втім у 1723 році спробував підняти впливовий оджак мутафаррика (займався охороною портів еялету) проти Ісмаїл-бея, проте зазнав невдачі.
1724 року спільно з Зу'ль-Факар-беєм влаштував засідку на Ісмаїл-бея, якого було вбито. За цим очолив і об'єднав клан аль-Касимія, ставши очільником бейлікату в Єгипті. Новим каймакамом (заступником паши) призначив Мухаммад-бея ібн Ібрагіма, також 5 осіб зі свого клану зробив сандажкбеями. У 1725 році за те, що бейлербей Нішаджи Мехмед-паша не бажав надати офіційний дозвіл на страту Зу'ль-Факар-бея, що все ще був впливовим, Мухаммад Черкес-бей повалив бейлербея, домігшись прибуття нового — Муралі Алі-паши, який повністю підкорявся волі Черкес-бея.
10 січня (за іншими відомостями 9 лютого) 1726 року внаслідок заколоту кланів аль-Факарія та аль-Каздаглія Мухаммад Черкес-бей та його син Мухаммад вимушені були тікати зі свого будинку. Доволі швидко владу захопив Зу'ль-Факар-бей.
Мухаммад Черкес дістався до Алжиру, отримав там допомогу від дей Баба-Абді, перетнув Середземне море і висадився в Трієсті. Звідти він попрямував до Відня, де звернувся по підтримку до імператора Карла VI, але без успіху. Тому перебрався до Триполі, де дістав допомогу від місцевого паші Ахмеда Караманлі.
1727 році разом із членами свого клану захопив Верхній Єгипет (ас-Саїд). Невдовзі завдав військам аль-Факарі поразки у битві біля Ваді аль-Бахнаса. У 1729 році Мухаммад Черкес-бей зазнав нищівної поразки. Він втік до бедуїнів. Загинув у 1730 або 1731 році, потонувши у річці.